# Tombé d'amour
Singles de François Feldman
Joy
(1991) Existe
(1992)
Pistes de Magic’ Boul’vard
Ne perdez pas la boule
(9) Wally Boule Noire
(11)
Tombé d'amour est une chanson de François Feldman parue sur l'album Magic’ Boul’vard en 1991 et sortie ensuite en single en juin 1992. Elle est écrite par Jean-Marie Moreau et composée par François Feldman.
C'est le quatrième extrait de l'album Magic' Boul'vard.

## Liste des titres
| 1. | Tombé d'amour                         | Jean-Marie Moreau | François Feldman | 4:05 |
| 2. | Tombé d'amour (version live Bercy 91) | Jean-Marie Moreau | François Feldman | 5:34 |

| A1. | Tombé d'amour (version maxi)          | Jean-Marie Moreau | François Feldman | 5:06 |
| B1. | Tombé d'amour (version live Bercy 91) | Jean-Marie Moreau | François Feldman | 5:34 |

## Accueil commercial
En France, Tombé d'amour s'est classé durant quinze semaines dans le Top 50, de juin à septembre 1992, soit quatre mois consécutifs. Il est entré directement en 17e position et progresse jusqu'à atteindre la 8e position dans la troisième semaine.

## Classements hebdomadaires
| Classement (1992) | Meilleure position |
| ----------------- | ------------------ |
| France (SNEP)     | 8                  |

## Historique de sortie
| Pays    | Date      | Format          | Label               |
| ------- | --------- | --------------- | ------------------- |
| France, | juin 1992 | 45 tours        | Big Bang, Phonogram |
| France, | juin 1992 | maxi 45 tours   | Big Bang, Phonogram |
| France, | juin 1992 | CD single       | Big Bang, Phonogram |
| France, | juin 1992 | cassette single | Big Bang, Phonogram |